# NGC 92
NGC 92 je galaksija u zviježđu Feniks.

## Vanjske poveznice
- SEDS: NGC 0092